# Steven Seagal
Steven Frederic Seagal (sinh ngày 10 tháng 4 năm 1952) là một nam diễn viên, võ sĩ người Mỹ nổi tiếng từ những năm 1980 tới nay. Ông được sinh ra tại Lansing, Michigan, nước Mỹ. Mẹ ông là bà Patricia (1930–2003) làm nghề y sĩ, còn bố ông (1928–1991) là một giáo viên toán.

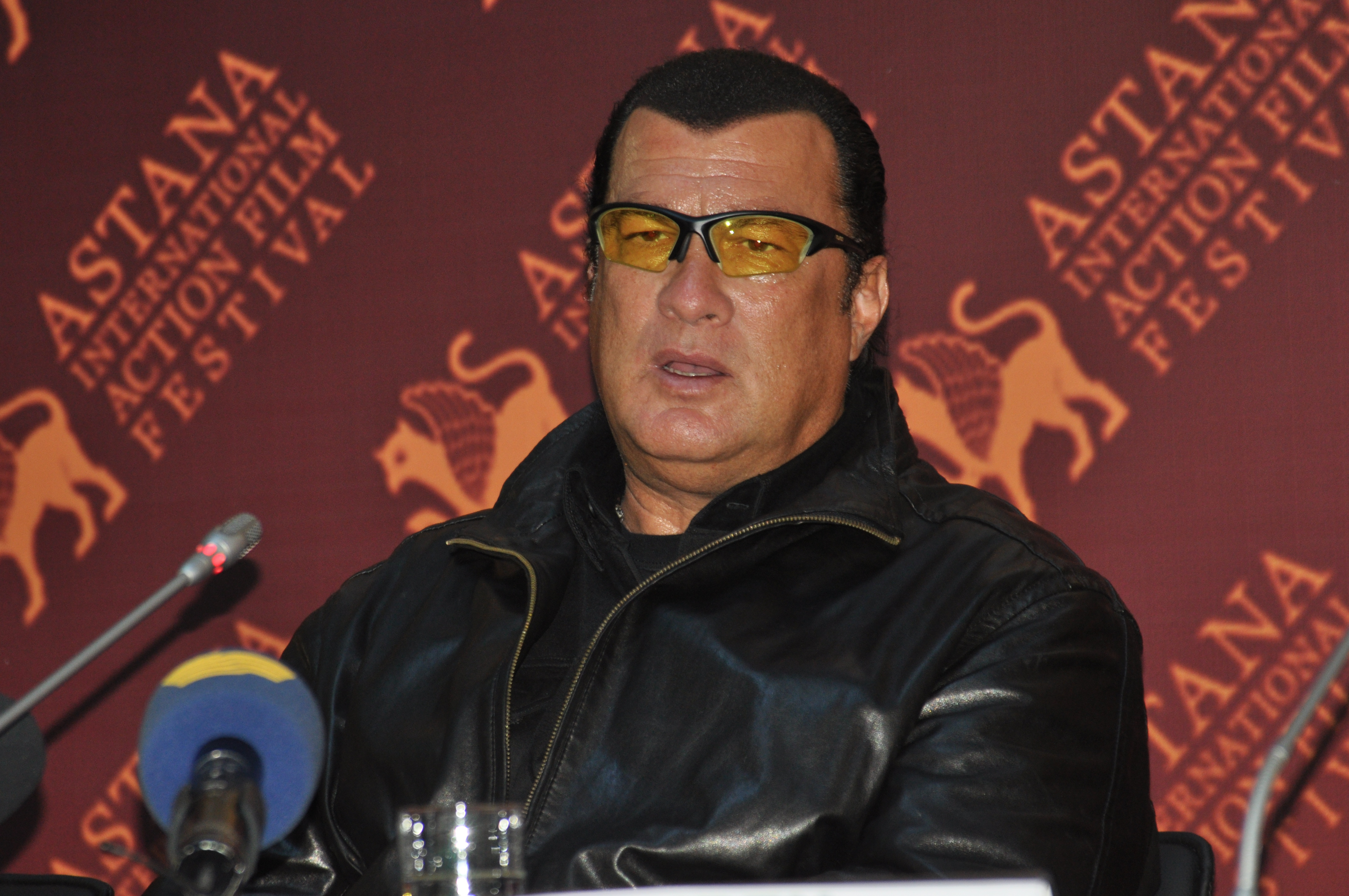

Là một trong những bậc thầy võ thuật Nhật Bản, Steven Seagal thường xuất hiện ở những bộ phim kết hợp yếu tố tâm linh với những pha bạo lực đẫm máu. Ông là người phương Tây đầu tiên mở trường võ thuật tại xứ sở mặt trời mọc.

## Tiểu sử
Sinh trưởng ở Lansing, Michigan ngày 10 tháng 4 năm 1952, Seagal chuyển đến Nhật Bản sống năm 17 tuổi. Tại đó, ông dạy tiếng Anh để có nguồn thu nhập học võ thuật. Steven lần lượt kiếm được chiếc đai đen ở các môn Aikido, Karate, Judo và Kendo. Trong thời gian này, ông thỉnh thoảng cũng tham gia đóng thế trong những cảnh đánh đấm hoặc huấn luyện cho các ngôi sao phim hành động, như trường hợp Sean Connery với phim Never Say Never Again. Trong lúc hướng dẫn, ông đã vô tình gây thương tích cho Sean.
Với tinh thần võ sĩ đạo Nhật Bản, Steven rất quan tâm tới tôn giáo và triết lý phương đông. Ông trở thành người của nhà Phật khởi nguồn từ bộ môn châm cứu và những bài học từ môn Aikido: "Hãy biết phát hiện điểm yếu của đối phương để chiến thắng, nhưng đừng lợi dụng điều đó để gây hại cho họ. Hãy biết cư xử có đạo đức không chỉ với con người mà với muôn loài trên trái đất". Seagal kể lại, một số thầy tu Tây Tạng mắc chứng bệnh về dinh dưỡng, kiệt sức thường tìm đến ông. Cảm thông với người bệnh, ông quyết định xây dựng nhà tình nghĩa dành cho những trường hợp đặc biệt. Ở đó, ông giúp họ chia sẻ nỗi buồn, cái đau nhưng tuyệt nhiên giấu kín thân phận của họ. Ông luôn kín tiếng về bản thân mình, và đã có không ít hoài nghi rằng ông là người của CIA. Những thắc mắc về Seagal càng thêm dày đặc khi ông đại diện cho những người đấu tranh giải phóng Tây Tạng và hiến tặng số tiền từ thiện lớn cho những tổ chức tôn giáo.
Sau 15 năm bôn ba nhiều xứ ở châu Á, Steven Seagal trở về đất Mỹ. Tại đây, ông một lần nữa mở học viện võ thuật và kiêm luôn chân vệ sĩ cho các ngôi sao nổi tiếng. Trong số khách hàng của Steven có Kelly LeBrock (mà sau đó trở thành vợ anh) và một nhà tài phiệt Hollywood mang tên Michael Ovitz. Chính Ovitz đã giúp Seagal ký hợp đồng làm phim võ thuật với Warner Bros.. Ngay trong bộ phim đầu tay hợp tác với đạo diễn Andrew Davis với Above the Law (1988), Steven đã tìm được vị trí của một ngôi sao hành động. Bộ phim tiếp theo Hard to Kill (1989), thực sự là một màn bạo lực khủng khiếp. Ông vào vai một cảnh sát thức giấc sau một giấc ngủ sâu và hùng hục đi trả thù những ai đã hại mình. Năm 1992 là thời kỳ đỉnh cao của Seagal với bộ phim Under Siege và đến năm 1994, ông bắt đầu thử sức ở vai trò đạo diễn với On Deadly Ground. Ông tiếp tục thâm nhập sâu hơn nữa thế giới giải trí khi góp phần sản xuất phim.
Năm 1997, Seagal khiến dư luận xôn xao khi một trong những người thầy của anh, Penor Rinpoche tuyên bố Steven là một tulku (nghĩa là sự hiện thân của thầy tu nhà Phật). Bản thân Steven cũng thực sự nghiêm túc với vấn đề này. Ông dành hàng tiếng đồng hồ niệm Phật, học các giáo lý nhà Phật và tuân thủ việc ăn chay nghiêm ngặt.
Seagal là một con người thực sự đặc biệt. Ham mê võ thuật, nhưng ông dành nhiều thời gian cho tôn giáo và cho cả sở thích âm nhạc. Có thời gian, vì quá yêu điệu rasta, ông đã tầm sư học đạo ở tận Jamaica, nơi anh có nhà nghỉ ở đó. Kết quả là năm 2005, ông phát hành một album nhạc có tựa đề Songs from the Crystal Cave. Trong nhà ông có một bộ sưu tập lớn đàn guitar và kiếm rất ấn tượng. Hiện tại, ông đang sống hạnh phúc với cô vợ thứ ba.

## Các phim đã đóng
| Năm   | Tựa phim                                                    | Tiếng Việt                | Vai diễn                       |
| ----- | ----------------------------------------------------------- | ------------------------- | ------------------------------ |
| 1988  | Above the Law                                               | Trên cả Pháp luật         | Nico Toscani                   |
| 1990  | Hard to Kill                                                | Khó để giết               | Mason Storm                    |
| 1990  | Marked for Death                                            | Đánh dấu cái chết         | John Hatcher                   |
| 1991  | Out for Justice Ngoài vòng Pháp luật                        | Thám tử Gino Felino       |                                |
| 1992  | Under Siege                                                 | Bị bao vây                | Casey Ryback                   |
| 1994  | On Deadly Ground                                            | Mặt đất chết chóc         | Forrest Taft                   |
| 1995  | Under Siege 2: Dark Territory                               | Lãnh địa đen tối          | Casey Ryback                   |
| 1996  | Executive Decision                                          | Quyết định thực thi       | Trung úy Colonel Austin Travis |
| 1996  | The Glimmer Man                                             | Người đàn ông rực rỡ      | Trung úy Jack Cole             |
| 1997  | Fire Down Below                                             | Bắn xuống bên dưới        | Jack Taggart                   |
| 1998  | The Patriot                                                 | Người yêu nước            | Bác sĩ Wesley McClaren         |
| 1999  | Get Bruce                                                   | Bầm tím mình mẩy          | Steven Seagal                  |
| 2001  | Exit Wounds                                                 | Thoát khỏi thương tích    | Orin Boyd                      |
| 2001  | Ticker                                                      | Người đánh dấu            | Frank Glass                    |
| 2002  | Half Past Dead                                              | Quá khứ đã chết           | Sasha Petrosevitch             |
| 2003  | The Foreigner                                               | Người nước ngoài          | Jonathan Cold                  |
| 2003  | Out for a Kill                                              | Ra ngoài để giết          | Robert Burns                   |
| 2003  | Belly of the Beast                                          | Quái thú                  | Jake Hopper                    |
| 2004  | Out of Reach                                                | Ngoài phạm vi tiếp cận    | William Lansing                |
| 2004  | Clementine                                                  |                           | Jack Miller                    |
| 2005  | Into the Sun                                                | Hướng tới mặt trời        | Travis Hunter                  |
| 2005  | Submerged                                                   | Mục tiêu nhỏ              | Chris Cody                     |
| 2005  | Today You Die                                               | Hôm nay bạn chết          | Harlan Banks                   |
| 2005  | Black Dawn                                                  | Màu đen                   | Jonathan Cold                  |
| 2006  | Mercenary for Justice                                       | Lính đánh thuê vì Công lý | John Seeger                    |
| 2006  | Shadow Man                                                  | Người đàn ông bí ẩn       | Jack Foster                    |
| 2006  | Attack Force                                                | Lực lượng tấn công        | Marshall Lawson                |
| 2007  | Flight of Fury                                              | Chuyến bay giận dữ        | John Sands                     |
| 2007  | Urban Justice                                               | Thành phố luật pháp       | Simon Ballister                |
| 2008  | Pistol Whipped                                              | Bắn thẳng                 | Matt Conlin                    |
| 2008  | The Onion Movie                                             |                           | Cock Puncher                   |
| 2008  | Kill Switch                                                 |                           | Jacob                          |
| 2009  | Against the Dark                                            | Chống lại bóng tối        | Tao                            |
| 2009  | Driven to Kill                                              | Tầm nã sát thủ            | Ruslan                         |
| 2009  | The Keeper                                                  |                           | Roland Sallinger               |
| 2009– | Steven Seagal: Lawman (chương trình TV chứ không phải phim) |                           | Steven Seagal                  |
| 2010  | A Dangerous Man                                             | Kẻ nguy hiểm              | Shane Daniels                  |
| 2010  | Machete                                                     |                           | Torrez                         |
| 2011  | Born to Raise Hell                                          | Thắp sáng địa ngục        | Samuel Axel                    |
| 2011  | Lethal Justice                                              | Công lý tối cao           | Tom Steele                     |
| 2012  | Maximum Conviction                                          | Niềm tin tối đa           | Tom Steele                     |
| 2016  | Killing Slazar                                              | Giết Salazar              | John Harrison                  |

## Đời sống riêng
Bổ sung